# Canoë marathon aux Jeux mondiaux de 2013
Navigation
Birmingham 2022
Ne doit pas être confondu avec Kayak-polo aux Jeux mondiaux de 2013.
Les épreuves en ligne de canoë marathon des Jeux mondiaux de 2013 ont lieu entre le 1er et le 2 août 2013 ;
Cette épreuve figure pour la première fois au programme des jeux mondiaux en tant que sport de démonstration.

## Organisation

### Participants
| Pays      | Nombre d'équipage | Nombre d'équipage | Nombre d'équipage | Nombre d'équipage | Nombre d'équipage | Nombre d'équipage | Total participant |
| Pays      | Femme             | Femme             | Hommes            | Hommes            | Hommes            | Hommes            | Total participant |
| Pays      | FK1               | FK2               | MK1               | MK2               | MC1               | MC2               | Total participant |
| --------- | ----------------- | ----------------- | ----------------- | ----------------- | ----------------- | ----------------- | ----------------- |
| Allemagne |                   |                   | 1                 | 1                 | 1                 | 1                 | 5                 |
| Australie | 1                 |                   | 1                 |                   |                   |                   | 2                 |
| Bulgarie  | 1                 |                   |                   |                   |                   |                   | 1                 |
| Canada    | 1                 |                   | 1                 |                   |                   |                   | 2                 |
| Colombie  | 1                 | 1                 | 1                 | 1                 | 1                 |                   | 7                 |
| Croatie   |                   |                   |                   |                   | 1                 |                   | 1                 |
| Danemark  | 1                 |                   | 1                 |                   |                   |                   | 2                 |
| France    | 1                 | 1                 | 1                 |                   |                   |                   | 3                 |
| Hongrie   | 2                 | 1                 | 1                 | 1                 | 1                 | 1                 | 9                 |
| Italie    | 2                 | 1                 |                   |                   |                   |                   | 2                 |
| Pays-Bas  |                   |                   | 1                 |                   |                   |                   | 1                 |
| Pologne   |                   |                   |                   |                   | 1                 | 1                 | 3                 |
| Portugal  |                   |                   | 1                 |                   | 2                 | 1                 | 4                 |
| Slovaquie |                   |                   | 2                 | 1                 |                   |                   | 2                 |
| Suède     | 2                 | 1                 | 1                 | 1                 |                   |                   | 4                 |
| Suisse    |                   |                   | 2                 | 1                 |                   |                   | 2                 |
| Tchéquie  | 1                 |                   | 1                 | 2                 | 1                 | 1                 | 9                 |
| Ukraine   |                   |                   | 2                 | 1                 |                   |                   | 3                 |
| Venezuela |                   |                   |                   | 1                 |                   |                   | 1                 |

## Podiums
| Épreuves                 | Or                                                         | Argent                                                         | Bronze                                                       |
| ------------------------ | ---------------------------------------------------------- | -------------------------------------------------------------- | ------------------------------------------------------------ |
| Canoë marathon           |                                                            |                                                                |                                                              |
| FK1 - Kayak simple Femme | Hongrie Renáta Csay (es) 48 min 2 s 447                    | Hongrie Vanda Kiszli 48 min 40 s 629                           | Italie Anna Alberti 48 min 57 s 489                          |
| FK2 - Kayak double Femme | Hongrie Alexandra Bara Renáta Csay (es) 1 h 4 min 16 s 219 | Italie Stefania Cicali (en) Anna Alberti 1 h 5 min 3 s 892     | France Gwendoline Morel Amelie Le Sclotour 1 h 7 min 4 s 066 |
| MK1 - Kayak simple Homme | Hongrie Mate Petrovics 44 min 15 s 366                     | Portugal Alfredo Faria 44 min 34 s 996                         | Pays-Bas Joep Bakel 45 min 31 s 519                          |
| MK2 - Kayak double Homme | Hongrie Milán Noé (es) Bálint Noé (en) 56 min 16 s 927     | Tchéquie Jiří Mládek Tomáš Ježek (en) 58 min 26 s 269          | Allemagne Mael Rengel Benno Berberich 58 min 52 s 327        |
| MC1 - Canoë simple Homme | Allemagne Yul Oeltze (en) 49 min 5 s 039                   | Hongrie Tamás Kiss 49 min 52 s 763                             | Pologne Bartosz Dubiak 50 min 30 s 860                       |
| MC2 - Canoë double Homme | Hongrie Márton Kövér Attila Gyore 1 h 3 min 47 s 993       | Ukraine Eduard Shemetylo (en) Oleksii Shpak 1 h 6 min 30 s 959 | Portugal Samuel Amorim Rui Lacerda 1 h 7 min 0 s 301         |

## Tableau des médailles
| Rang  | Nation    | Or | Argent | Bronze | Total |
| ----- | --------- | -- | ------ | ------ | ----- |
| 1     | Hongrie   | 5  | 2      | 0      | 7     |
| 2     | Allemagne | 1  | 0      | 1      | 2     |
| 3     | Italie    | 0  | 1      | 1      | 2     |
| 3     | Portugal  | 0  | 1      | 1      | 2     |
| 5     | Ukraine   | 0  | 1      | 0      | 1     |
| 5     | Tchéquie  | 0  | 1      | 0      | 1     |
| 7     | France    | 0  | 0      | 1      | 1     |
| 7     | Pologne   | 0  | 0      | 1      | 1     |
| 7     | Pays-Bas  | 0  | 0      | 1      | 1     |
| Total | Total     | 6  | 6      | 6      | 18    |